# IC 4610
IC 4610 ist eine Spiralgalaxie vom Hubble-Typ Sa mit aktivem Galaxienkern im Sternbild Herkules. Sie ist schätzungsweise 429 Millionen Lichtjahre von der Milchstraße entfernt und hat einen Durchmesser von etwa 100.000 Lichtjahren. Vom Sonnensystem aus entfernt sich die Galaxie mit einer errechneten Radialgeschwindigkeit von näherungsweise 9.400 Kilometern pro Sekunde.
Das Objekt wurde am 25. Juli 1903 von Stéphane Javelle entdeckt.

## Galaktisches Umfeld
| Nr. | Galaxie                   | Alternativname               | Rek           | Dek           | Distanz/asec |
| --- | ------------------------- | ---------------------------- | ------------- | ------------- | ------------ |
| →   | IC 4610                   | LEDA/PGC 3098331             | 16h33m39.158s | +39d15m27.51s | 0            |
| 1   | 2MASX J16333757+3915559   | WISEA J163337.60+391555.3    | 16h33m37.611s | +39d15m55.57s | 33.40        |
| 2   | LEDA/PGC 58499            | 2MASX J16334611+3916198      | 16h33m46.112s | +39d16m19.25s | 97.03        |
| 3   | IC 4612                   | LEDA/PGC 58505               | 16h33m49.620s | +39d15m47.50s | 123.13       |
| 4   | LEDA/PGC 2147245          | 2MASX J16334093+3917559      | 16h33m40.910s | +39d17m55.10s | 149.39       |
| 5   | IC 4611                   | LEDA/PGC 58498               | 16h33m42.338s | +39d11m06.51s | 263.52       |
| 6   | LEDA/PGC 2145942          | 2MASX J16331631+3913568      | 16h33m16.330s | +39d13m56.80s | 280.28       |
| 7   | WISEA J163309.15+391550.6 | GALEXASC J163309.22+391549.5 | 16h33m09.158s | +39d15m50.86s | 349.19       |
| 8   | LEDA/PGC 2148170          | WISEA J163329.37+392058.5    | 16h33m29.385s | +39d20m58.83s | 350.35       |
| 9   | WISEA J163405.23+392200.2 | GALEXASC J163405.32+392201.2 | 16h34m05.242s | +39d22m00.29s | 495.96       |
| 10  | WISEA J163345.87+390346.8 | GALEXMSC J163345.78+390347.3 | 16h33m45.880s | +39d03m46.90s | 704.88       |
| 11  | WISEA J163328.17+392757.4 | GALEXASC J163328.36+392758.7 | 16h33m28.178s | +39d27m57.58s | 760.92       |
| 12  | LEDA/PGC 2143902          | 2MASX J16323377+3907513      | 16h32m33.737s | +39d07m51.79s | 886.63       |
| 13  | LEDA/PGC 2143630          | GALEXASC J163232.32+390659.9 | 16h32m32.347s | +39d07m01.14s | 927.27       |
| 14  | LEDA/PGC 2149108          | 2MASX J16344716+3923584      | 16h34m47.178s | +39d23m58.14s | 940.17       |
| 15  | LEDA/PGC 2149587          | WISEA J163445.81+392535.8    | 16h34m45.821s | +39d25m35.83s | 983.92       |